# Pénélope (Fauré)
Pénélope là vở opera 3 màn của nhà soạn nhạc người Pháp Gabriel Fauré. Tác phẩm này có lời được viết bởi René Fauchois. Vở opera được sáng tác trong các năm 1907-1912 và được trình diễn lần đầu tiên tại Monte Carlo và Paris vào năm 1913. Buổi trình diễn tại Monte Carlo là dành cho Camille Saint-Saëns.